# 10 Katowicki Oddział WOP
Katowicki Oddział Wojsk Ochrony Pogranicza nr 10 – zlikwidowany oddział w strukturze organizacyjnej Wojsk Ochrony Pogranicza pełniący służbę na granicy polsko-czechosłowackiej.

## Formowanie i zmiany organizacyjne

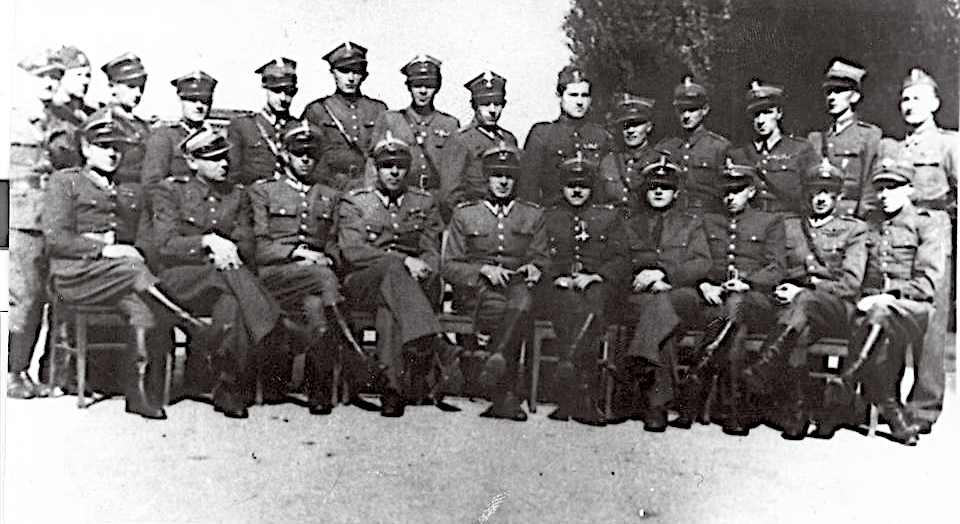
Dowództwo i sztab 10 Oddziału WOP. W środku, w 1. rzędzie ppłk Michał Hakman d-ca oddziału (1947)

Katowicki Oddział Wojsk Ochron Pogranicza nr 10 JW 2219 (Zarządzenie SzSG Nr 053/Org. 30 marca 1946) został sformowany we wrześniu 1946 na bazie 10 Oddziału Ochrony Pogranicza, na podstawie rozkazu NDWP nr 0153/org. z 21 września 1946 z miejsce dyslokacji w Gliwicach. Oddział posiadał pięć komend, 25 strażnic, stan etatowy wynosił 1900 żołnierzy i 14 pracowników cywilnych.
W 1947 rozformowano grupę manewrową oddziału, a w jej miejsce powołano szkołę podoficerską o etacie 34 oficerów i podoficerów oraz 140 elewów.
Sztab oddziału stacjonował w Gliwicach ul. Nowotki obecnie Daszyńskiego 56. 
Rozformowany 24 kwietnia 1948. Na jego bazie powstała 21 Brygada Ochrony Pogranicza.

## Struktura organizacyjna
W 1946:

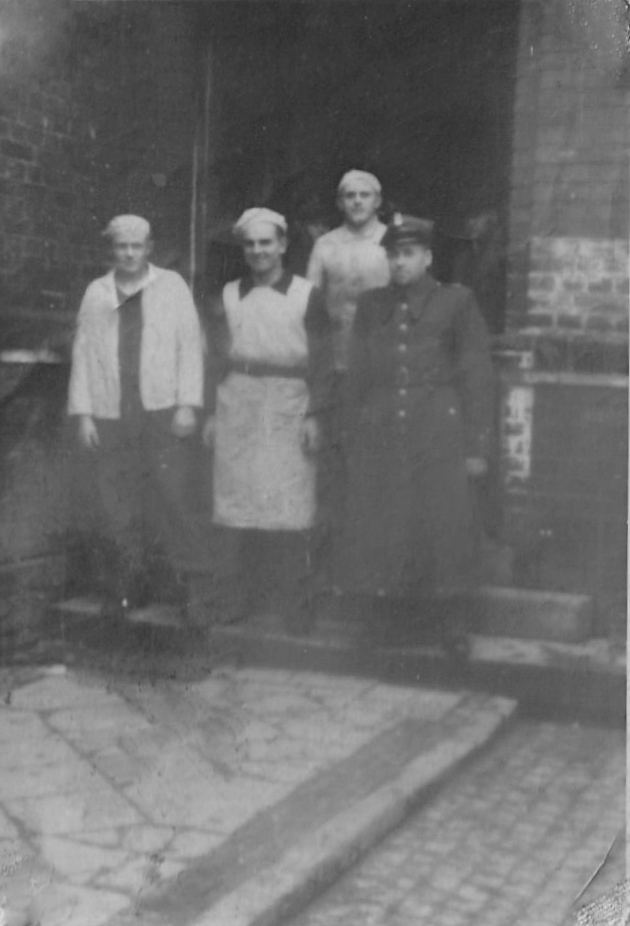
Żołnierze WOP drużyna kucharzy – 10 Katowicki Oddział WOP (marzec 1948)

- Dowództwo sztab i pododdziały dowodzenia
- grupa manewrowa – rozformowana .03.1947[b]
- Szkoła Podoficerska – sformowana .03.1947[b]
- 44 komenda odcinka – Ustroń
- 45 komenda odcinka Cieszyn[c]
- 46 komenda odcinka – Racibórz
- 47 komenda odcinka – Głubczyce
- 48 komenda odcinka – Prudnik.

We wrześniu 1946 stan etatowy oddziału przewidywał: 5 komend, 25 strażnic, 1900 wojskowych i 14 pracowników cywilnych. Po reorganizacji w 1947 było to: 4 komendy odcinków, 25 strażnic 1774 wojskowych i 13 pracowników cywilnych. Z dniem 15 lipca 1947, 224 strażnica WOP Głuchołazy została przejęta przez Wrocławski Oddział Wojsk Ochrony Pogranicza nr 11, zgodnie z rozkazem Departamentu WOP nr 033 z dnia 26 czerwca 1947.

## Sztandar oddziału
Wręczenie sztandaru odbyło się 4 listopada 1946. W uroczystości udział wzięli m.in.: minister obrony narodowej, marszałek Polski Michał Rola-Żymierski, minister hutnictwa Hilary Minc, wojewoda śląski gen. bryg. Aleksander Zawadzki, dowódca Okręgu Wojskowego IV gen. Stanisław Popławski oraz szef Departamentu WOP gen. bryg. Gwidon Czerwiński.
Na lewej stronie płatu sztandaru, w dolnym prawym rogu, na tarczce znajduje się czterowierszowy napis: „C.Z.P. (HUTNICZEGO) 24.XI.1946”.
W drzewce sztandaru gwoździe pamiątkowe wbijali m.in.: gen. Marian Spychalski, minister Eugeniusz Szyr, Generalny Dziekan Wojska Polskiego ks. płk Stanisław Warchałowski, wicewojewoda śląski płk Jerzy Ziętek, płk Redlich, płk Kuczyński oraz przedstawiciele kopalń „Pokój”, „Kościuszko”, „Bankowa” i „Mała Panew”.
Pomimo reorganizacji i zmiany nazwy jednostki, na sztandarze nie dokonywano żadnych poprawek. Sztandar został przekazany do Muzeum Wojska Polskiego w Warszawie 1 lipca 1963.

## Wydarzenia
- 1946 – 3 maja dowódca Oddziału ppłk Murawiecki odmówił władzom miasta udziału żołnierzy w spacyfikowaniu manifestacji z okazji rocznicy podpisania Konstytucji 3 maja[3].
- 1946 – grudzień, żołnierze 10 Oddziału WOP zatrzymali przyłapanych na tajnym zebraniu we wsi Dzinkowice siedmiu Niemców, którzy szerzyli antypolską i antyradziecką propagandę[12].
- 1947 – przy sztabie Oddziału zorganizowano centralną bibliotekę[13].
- 1948 – uruchomiono 13 przejściowych punktów kontrolnych małego ruchu granicznego: Jasnowice, Leszna Górna, Puńców, Pogwizdów, Kaczyce Dolne, Kaczyce Górne, Wymysłów, Marklowice, Skrbeńsko, Gołkowice, Olza, Chałupki, Pilszcz[14][13].

## Sąsiednie oddziały Wojsk Ochrony Pogranicza
- 9 Krakowski Oddział Wojsk Ochrony Pogranicza ⇔ 11 Wrocławski Oddział Wojsk Ochrony Pogranicza.

## Żołnierze oddziału
Dowódcy oddziału
- płk Aleksander Murawiecki (21.09.1946–15.04.1947)[14]
- ppłk Michał Hakman (16.04.1947–23.04.1948[15]).

Podoficerowie i szeregowcy
- Tadeusz Dziekan.